# AIDS チャリティ Project
AIDS チャリティ Project（エイズ チャリティ プロジェクト）は、日本のチャリティー音楽ユニット。2007年の世界エイズデーに先駆けてDJの山本シュウの呼びかけにより結成された。レーベルはワーナーミュージック・ジャパン。

## メンバー
五十音順。
- 絢香
- 小田和正
- 加藤ミリヤ
- TAKURO（GLAY）
- TAKE（Skoop On Somebody）
- TERU（GLAY）
- 一青窈
- RYO（ケツメイシ）
- 若旦那（湘南乃風）

## ディスコグラフィー
- 「RED RIBBON Spiritual Song 〜生まれ来る子供たちのために〜」（2007年11月28日）